# 鍛冶屋の仕事場
『鍛冶屋の仕事場』（かじやのしごとば、The Blacksmith's Shop）は、ジョセフ・ライトによる5つの絵画作品の主題。5点のうちライトの故郷の鍛冶屋を描いた最初のものは、1771年に完成した。

## 概要
1771年から1773年にかけて鍛冶屋の仕事場を主題に5つの作品が制作された。ここで解説するダービー美術館が所蔵している作品は、3人の男達が鍛冶屋で鉄か鋼の部品を製作している様子を描いたものである。来客の存在と夜間の作業の理由は、外で作業をしている蹄鉄工によって説明される。ライトが想像したのは、疲れ果てた旅行者のために蹄鉄工がろうそくの火の元で働いている光景である。ろうそくの存在によって、ライトの光と影への関心とそれを描く技術が表れている。右側に描かれているのは、棒にもたれている怠惰な男である。ニコルソンによると、この男は酷な扱いはされておらずむしろ敬意を持って描かれている。男は老いていて働くことはできないようだが、その存在が現場の雰囲気に厳粛さを与えている。
ダービー美術館が所蔵する1771年の作品は、1979年にダービー博物館・美術館およびイギリスの芸術基金が、1875年から所有し続けてきたグレッグ家からおよそ69,000ポンドで購入した。

## その他の版
同じ主題で後に描かれた作品は、鍛冶職人の伝統的な手法よりも加熱炉に焦点が当てられている。これらの作品はエルミタージュ美術館とテート・ギャラリーが収蔵している。この二版では、主人公が家族に見守られながら加熱炉を動かしている様子が描かれている。ライトが「夜の作品」群を通じて夜を描く性向は、当時の世代の画家達と異なっていた。しかしながら、真に斬新であったのはその主題であった。水力式加熱炉は特に新しいものではなかったが、ライトはそれを絵画の主題として捉えた点で革新的であった。そのため、ライトの作品は産業革命や啓蒙時代の象徴として引き合いに出されることが多い。ライトの存在は、当時イングランドの科学と工業の発展に貢献していたルナー・ソサエティやダービー哲学会の会員たちにとっても重要であった。1772年に制作された『鉄工所』（The Iron Forge、44×52インチ）は、パーマストン子爵ヘンリー・ジョン・テンプルに200ポンドで売却された。この作品は現在もパーマストン家が所有している。もう一つの版である『外から見た鉄工所』（An Iron Forge viewed from without、41×55インチ）は、ロシア女帝エカチェリーナ2世によって購入された。エカチェリーナ2世は、後にライトの他の作品2点（それぞれ花火、ヴェスヴィオを扱ったもの）を購入しているが、この3点のうちでは鉄工所を描写したものが最も優れた作品と考えられている。
この他の1作品『鍛冶屋の仕事場』（The Blacksmith's Shop）は、メルバーン子爵1世に売却され、その後はチャールズ・ダーウィンを記念してダーウィン家に購入された。現在この作品はポール・メロンにより設立されたイェール大学の「イギリス美術のためのイェールセンター」が所蔵している